# Austrian International 2012
Die Austrian International 2012 fanden vom 22. bis zum 25. Februar 2012 in Wien statt. Das Preisgeld betrug 15.000 US-Dollar, was dem Turnier zu einem BWF-Level von 4A verhalf. Der Referee war Klaus-Michael Becker aus Deutschland. Es war die 41. Austragung dieser offenen internationalen Meisterschaften von Österreich im Badminton. 

## Austragungsort
- Wiener Stadthalle B, Vogelweidplatz 14

## Sieger und Platzierte
| Disziplin    | Gold                       | Silber                             | Bronze                              |
| ------------ | -------------------------- | ---------------------------------- | ----------------------------------- |
| Herreneinzel | Przemysław Wacha           | Yuhan Tan                          | Chan Yan Kit                        |
| Herreneinzel | Przemysław Wacha           | Yuhan Tan                          | Kashyap Parupalli                   |
| Dameneinzel  | Sayaka Takahashi           | Chan Tsz Ka                        | Shizuka Uchida                      |
| Dameneinzel  | Sayaka Takahashi           | Chan Tsz Ka                        | Neslihan Yiğit                      |
| Herrendoppel | Rupesh Kumar Sanave Thomas | Hiroyuki Saeki Ryota Taohata       | Chris Langridge Peter Mills         |
| Herrendoppel | Rupesh Kumar Sanave Thomas | Hiroyuki Saeki Ryota Taohata       | Jürgen Koch Peter Zauner            |
| Damendoppel  | Ng Hui Ern Ng Hui Lin      | Eva Lee Paula Obanana              | Asumi Kugo Megumi Yokoyama          |
| Damendoppel  | Ng Hui Ern Ng Hui Lin      | Eva Lee Paula Obanana              | Yuriko Miki Koharu Yonemoto         |
| Mixed        | Wong Wai Hong Chau Hoi Wah | Anthony Dumartheray Sabrina Jaquet | Zvonimir Đurkinjak Staša Poznanović |
| Mixed        | Wong Wai Hong Chau Hoi Wah | Anthony Dumartheray Sabrina Jaquet | Roman Zirnwald Elisabeth Baldauf    |

## Finalergebnisse
| Disziplin    | Sieger                     | Finalist                           | Ergebnis          |
| ------------ | -------------------------- | ---------------------------------- | ----------------- |
| Herreneinzel | Przemysław Wacha           | Yuhan Tan                          | 14:21 21:15 21:16 |
| Dameneinzel  | Sayaka Takahashi           | Chan Tsz Ka                        | 21:17 21:9        |
| Herrendoppel | Rupesh Kumar Sanave Thomas | Hiroyuki Saeki Ryota Taohata       | 23:21 22:20       |
| Damendoppel  | Ng Hui Ern Ng Hui Lin      | Eva Lee Paula Obanana              | 21:16 21:18       |
| Mixed        | Wong Wai Hong Chau Hoi Wah | Anthony Dumartheray Sabrina Jaquet | 21:6 21:10        |